# 1906年のメジャーリーグベースボール
以下は、メジャーリーグベースボール（MLB）における1906年のできごとを記す。
1906年4月12日に開幕し10月14日に全日程を終え、ナショナルリーグはシカゴ・カブスが20年ぶり7度目のリーグ優勝をし、アメリカンリーグはシカゴ・ホワイトソックスが1901年以来2度目のリーグ優勝となった。
ワールドシリーズはシカゴのチーム同士の対戦となったが、シカゴ・ホワイトソックスが4勝2敗でシカゴ・カブスを破り、シリーズを初制覇した。
1905年のメジャーリーグベースボール - 1906年のメジャーリーグベースボール - 1907年のメジャーリーグベースボール

## できごと
ナショナルリーグのシカゴ・カブスは遊撃手ジョー・ティンカー、二塁手ジョニー・エバース、一塁手フランク・チャンスが「併殺トリオ」と呼ばれ、投手には少年時代に事故で右手の指2本を失いながらも3本指でカーブに威力がありエースとなったモーデカイ・ブラウン(通称スリーフィンガー・ブラウン)が26勝を上げて、監督兼任のフランク・チャンス一塁手の指揮の下に公式戦116勝を上げて、勝率.763はいまだに破れない史上最高勝率である。
一方アメリカンリーグのシカゴ・ホワイトソックスはチーム打率.230で3割打者は皆無で、投手陣のフランク・オーエン(22勝)、ニック・アルトロック(20勝)、そしてドク・ホワイト(18勝)とエド・ウオルシュ(17勝)が中心となって貧打チームを支えた。
ワールドシリーズの事前の予想は圧倒的に古参チームのシカゴ・カブスが有利で新興チームのシカゴ・ホワイトソックスが不利との見方が多かったが、この史上唯一のシカゴ対決は新興チームで貧打のホワイトソックスが制覇した。そしてシリーズ終了後に貧打のチームが公式戦116勝した強豪チームに勝ったことで「ヒットレス・ワンダー」と呼んだ。
ワールドシリーズで負けはしたが、シカゴ・カブスはこの年からリーグ3連覇を果たす。

### シカゴ球団の共通点
両リーグともシカゴのチームが優勝したが、この両チームとも前回の優勝時のチーム名は「シカゴ・ホワイトストッキングス」である。ナショナルリーグのカブスは1871年に「シカゴ・ホワイトストッキングス」として設立されてナショナル・アソシェーションに加わり、その後にシカゴ大火による中断もあったが、1876年のナショナルリーグ創設時に加盟した。その年に初のリーグ優勝をして以後1886年まで「シカゴ・ホワイトスットキングス」として11年間で6度優勝した。その後は1894年にコルツ、1898年にオーファンズと名称を変えて1903年にカブスとなった。そしてアメリカンリーグのホワイトソックスは1900年にそれまでのマイナーリーグのウェスタンリーグがアメリカンリーグに名称を代えて、ナショナルリーグの許可を得て、それまでの加盟チームのセントポール・セインツを大都市シカゴに移し、「シカゴ・ホワイトストッキングス」と名乗り、そしてこのチームはメジャーリーグ宣言の後の1901年の最初のシーズンを優勝した。ナショナルリーグもアメリカンリーグもその最初のシーズンはどちらも「シカゴ・ホワイトストッキングス」が初優勝していた。

### 規則の改正
- 審判がグラウンドキーパーに対して指示が出せるようになった。

## 最終成績

### レギュラーシーズン
| 順 | チーム                           | 勝利 | 敗戦 | 勝率 | G差  |
| -- | -------------------------------- | ---- | ---- | ---- | ---- |
| 1  | シカゴ・ホワイトソックス         | 93   | 58   | .616 | --   |
| 2  | ニューヨーク・ハイランダース     | 90   | 61   | .596 | 3.0  |
| 3  | クリーブランド・ナップス         | 89   | 64   | .589 | 5.0  |
| 4  | フィラデルフィア・アスレチックス | 78   | 67   | .582 | 16.0 |
| 5  | セントルイス・ブラウンズ         | 76   | 73   | .510 | 17.0 |
| 6  | デトロイト・タイガース           | 71   | 78   | .477 | 21.0 |
| 7  | ワシントン・セネタース           | 55   | 95   | .367 | 37.5 |
| 8  | ボストン・アメリカンズ           | 49   | 105  | .318 | 46.5 |

| 順 | チーム                       | 勝利 | 敗戦 | 勝率 | G差  |
| -- | ---------------------------- | ---- | ---- | ---- | ---- |
| 1  | シカゴ・カブス               | 116  | 36   | .763 | --   |
| 2  | ニューヨーク・ジャイアンツ   | 96   | 56   | .631 | 20.0 |
| 3  | ピッツバーグ・パイレーツ     | 93   | 60   | .588 | 23.5 |
| 4  | フィラデルフィア・フィリーズ | 71   | 82   | .464 | 45.5 |
| 5  | ブルックリン・スーパーバス   | 66   | 86   | .434 | 50.0 |
| 6  | シンシナティ・レッズ         | 64   | 87   | .424 | 51.5 |
| 7  | セントルイス・カージナルス   | 52   | 98   | .347 | 63.0 |
| 8  | ボストン・ビーンイーターズ   | 49   | 102  | .324 | 66.5 |

### ワールドシリーズ
- ホワイトソックス 4 - 2 カブス

| 10/ 9 – | ホワイトソックス | 2 | - | 1 |  | カブス           |
| 10/10 – | カブス           | 7 | - | 1 |  | ホワイトソックス |
| 10/11 – | ホワイトソックス | 3 | - | 0 |  | カブス           |
| 10/12 – | カブス           | 1 | - | 6 |  | ホワイトソックス |
| 10/13 – | ホワイトソックス | 3 | - | 6 |  | カブス           |
| 10/14 – | カブス           | 3 | - | 8 |  | ホワイトソックス |

## 個人タイトル

### アメリカンリーグ
| 項目   | 選手                       | 記録 |
| ------ | -------------------------- | ---- |
| 打率   | ジョージ・ストーン (SLA)   | .358 |
| 本塁打 | ハリー・デービス (PHA)     | 12   |
| 打点   | ハリー・デービス (PHA)     | 96   |
| 得点   | エルマー・フリック (CLE)   | 98   |
| 安打   | ナップ・ラジョイ (CLE)     | 214  |
| 盗塁   | ジョン・アンダーソン (WS1) | 39   |
| 盗塁   | エルマー・フリック (CLE)   | 39   |

| 項目   | 選手                   | 記録 |
| ------ | ---------------------- | ---- |
| 勝利   | アル・オース (NYY)     | 27   |
| 敗戦   | ジョー・ハリス (BOS)   | 21   |
| 敗戦   | サイ・ヤング (BOS)     | 21   |
| 防御率 | ドク・ホワイト (CWS)   | 1.52 |
| 奪三振 | ルーブ・ワッデル (PHA) | 196  |
| 投球回 | アル・オース (NYY)     | 338⅔ |
| セーブ | チーフ・ベンダー (PHA) | 3    |
| セーブ | オットー・ヘス (CLE)   | 3    |

### ナショナルリーグ
| 項目   | 選手                           | 記録 |
| ------ | ------------------------------ | ---- |
| 打率   | ホーナス・ワグナー (PIT)       | .339 |
| 本塁打 | ティム・ジョーダン (BRO)       | 12   |
| 打点   | ジム・ニーロン (PIT)           | 83   |
| 打点   | ハリー・ステインフェルト (CHC) | 83   |
| 得点   | フランク・チャンス (CHC)       | 103  |
| 得点   | ホーナス・ワグナー (PIT)       | 103  |
| 安打   | ハリー・ステインフェルト (CHC) | 176  |
| 盗塁   | フランク・チャンス (CHC)       | 57   |

| 項目   | 選手                         | 記録 |
| ------ | ---------------------------- | ---- |
| 勝利   | ジョー・マクギニティ (NYG)   | 27   |
| 敗戦   | ガス・ドーナー (CIN / BSN)   | 26   |
| 防御率 | モーデカイ・ブラウン (CHC)   | 1.04 |
| 奪三振 | フレッド・ビーブ (CHC / STL) | 171  |
| 投球回 | アーヴ・ヤング (BSN)         | 358⅓ |
| セーブ | ジョージ・ファーガソン (NYG) | 7    |